# Četvrti carigradski sabor (pravoslavni)
Četvrti carigradski sabor ili Sofijski sabor - veliki sabor bizantske odnosno pravoslavne Crkve održan 879. i 880. u Carigradu, koga dio pravoslavnih Crkvi naziva Osmim ekumenskim saborom.
Sazvan je na poziv tadašnjeg bizantskog cara Bazilija I., kako bi se poništile odluke ranijeg sabora na kome je smijenjen patrijarh Focije I. One su poništene, a njime je također osuđeno dodavanje odredbe filioque u nicejsko vjerovanje. Iako su legati pape Ivana VIII. sudjelovali na saboru, njega Rimokatolička Crkva kasnije nije priznala. Razlike između zapadne i istočne Ckrve, koje su se pokazale na dva carigradska sabora s istim imenom, kasnije će dovesti do crkvenog raskola.